# Artemida (Attika)
Artemida (řecky Αρτέμιδα, do 19. století Λούτσα, Lutsa) je město v Řecku, v kraji Attika, 25 km od Athén. V roce 2011 zde žilo 21 488 obyvatel.

## Dějiny
Místo bylo osídleno již od konce 3. tisíciletí př. n. l. První obyvatelé byli Pelasgové. V období antiky, podobně jako na celém poloostrově Attika i zde žil řecký kmen Iónů. Dnešní Artemida byla součástí města Braurón, kde stál chrám bohyně Artemis, který podle legendy založil Orestés a Ífigeneia. Rozvaliny chrámu jsou zachovány dodnes. V 14. století se zde usadili albánsky mluvící Arvaniti a město pojmenovali albánským názvem (Lutsa znamená v albánském jazyce místo u přístavu[zdroj?]). 
V 19. století byla centrální část dnešního Řecka osvobozena od turecké nadvlády a město Artemida bylo tehdy jen malou vesnicí s převážně albánsky mluvícím obyvatelstvem. Nový název, který byl později uveden, měl odkázat na antické dějiny Řecka. V 20. století se zde usadilo mnoho řeckého obyvatelstva z různých oblastí východního Středomoří. Nejvíce obyvatel se zde usadilo mezi 60.–80. lety 20. století. Místní albánsky mluvící komunita se velmi rychle asimilovala mezi ostatní Řeky.[zdroj?] V současné době se zde usazují hlavně Athéňané, kteří chtějí opustit velkoměsto, ale žít v jeho blízkosti.

## Zeměpis
Artemis se nachází na pobřeží Egejského moře, ve východní části poloostrova Attika. Nachází se 5 km jižně od Rafiny, 8 km východně od Spaty, 9 km severně od Porto Rafti a 25 km východně od centra Atén. Městem prochází řecká státní silnice 85 (Rafina – Lavrio).

## Historické obyvatelstvo
| Rok  | Populace |
| ---- | -------- |
| 1981 | 4,249    |
| 1991 | 9,485    |
| 2001 | 17,391   |
| 2011 | 21,488   |